# Православље
Православље (калк из грч.  — „правилно славље”, у историјском смислу „правилно мишљење”, „правилно учење”) једно је од главних и најстаријих праваца у хришћанству, које се развило током првог миленијума у Византији, за вријеме седам Васељенских сабора. По броју вјерника је на трећем мјесту (око 300 милиона) међу хришћанским правцима, послије католицизма (око 1,25 милијарди) и протестантизма (око 800 милиона).
Православље, у смислу ријечи, означава — за разлику од јереси — исповиједање праве апостолске вјере, оличене у Светом писму и Светом предању, тј. учењу Православне цркве, која се схвата као заједница аутокефалних помјесних цркава које су административно независне једне од друге.
Православна црква исповиједа Никејско-цариградски симбол вјере без филиокве, признаје догматске дефиниције и уредбе седам Васељенских сабора, себе сматра једином католичном црквом, чији је оснивач и глава Исус Христос.
Православље је тренутно преовлађујућа вероисповест у сљедећим државама: Русија, дио балканских земаља (Бугарска, Грчка, Румунија, Сјеверна Македонија, Србија и Црна Гора), Украјина, Бјелорусија, Молдавија, Грузија и Кипар.

## Поријекло и богословско значење израза
Историјски, као и у богословској литератури, „православље” означава доктрину званично одобрену од католичанске цркве — за разлику од јереси. Израз се јавља као антоним ријечи „хетеродоксија” („инославље”), која је означавала „ине” или нецрквене, богословске ставове разних врста јеретика и оних учитеља, чије је мишљење Црква из неког разлога одбациал. У хришћанском контексту ријеч „православље” (грч. ὀρθοδοξία) већ се налазила у списима апологетика из 2. вијека (нарочито Климент Александријски). Терминолошко значење послије њега одређује Јевсевије Кесаријски (3. вијек), први пут званично забиљежен у актима Халкидонског (четвртог васељенског) сабора (451), а од времена Јустинијана I (6. вијека) ријеч „православље” је доста широко коришћена за означавање богословских погледа, за које постоји мишљење да тачно одговарају јеванђељу и учењу Цркве. У доктринарним докумнтима, израз се понекад користи као синоним за „католичански” (грч. καθολικός). У том смислу га користи и Католичка црква, укључујући и своје литургијске текстове, а за нехалкидонске древноисточне православне цркве чак је дио њиховог општепризнатог назива.
Према дефиницији професора Императорске санткпетербуршке духовне академије Николаја Глубоковског: „православље је «право исповиједање» — ορθο-δοξία — јер оно су себи репродукује цио разумљиви објекат, себе види и показује другима у «исправном мишљењу» у свом предметном богатству и са свим особеностима.”
Објашњење израза „православље” као „правилног начина слављења Бога” (алузија на литургијску праксу) етимолошки је препознато као неодрживо и погрешног значења, па чак и у изјавама црквених јерарха, као израз принципа Lex orandi, lex credendi.

## Православна црква
Учење Православне цркве садржано је у Светом предању које укључује, поред Светог писма, одредбе Васељенских и неких помјесних сабора које је усвојила цјелокупна Црква, каноне (апостолски закони, васељенски и неки помјесни сабори), богослужбени текстови које је одобрила Црква, дјела Црквених отаца, житије светих, као и обичаји Цркве. Према литератури Светих отаца, Предање је „живот Духа Светог у Цркви”. Свето писмо за православне хришћане је најважнији облик Светог предања.
Православну цркву чини заједница помјесних цркава — аутокефалних и аутономних. Свака аутокефална црква је потпуно самостална и независна у дијелу своје канонске и административне управе. Аутономне цркве су у канонској зависности од једне или друге аутокефалне (киријархалне) цркве.

### Помјесне аутокефалне и аутономне цркве
Постојећи поредак првенства части (званични поредак у диптиху) помјесних цркава настао је послије Великог црквеног раскола: раније признато на истоку прво мјесто по части (primus inter pares) намијењено римској столици, припало је пријестолу цариградских патријарха. У 2 миленијуму н. е. настао је један број нових аутокефалних цркава које се појављују у диптиху послије Јерусалимске патријаршије. Од 2019. постоји 14 општеприхваћених аутокефалних цркава и двије које признају само неке цркве.
| Диптих Цариградске патријаршије | Диптих Московске патријаршије |
| --- | --- |
| Аутокефалне цркве | |
| 1. Васељенска 2. Александријска 3. Антиохијска 4. Јерусалимска 5. Руска 6. Српска 7. Румунска 8. Бугарска 9. Грузинска 10. Кипарска 11. Грчка 12. Пољска 13. Албанска 14. Чешких земаља и Словачке 15. Украјине | 1. Антиохијска 2. Јерусалимска 3. Руска 4. Грузинска 5. Српска 6. Румунска 7. Бугарска 8. Албанска 9. Пољска 10. Чешких земаља и Словачке 11. у Америци |
| Аутономне цркве | |
| 1. Синајска 2. Финска 3. Естонска апостолска | 1. Синајска 2. Финска 3. Јапанска 4. Кинеска |

Границе помјесних цркава традиционално имају тенденцију да се поклапају са границама национално-државног разграничења, али не постоји одређено правило по овом питању. Тако Московска патријаршија (РПЦ), која је кроз историју имала јурисдикцију у оквиру Руског царства и Руске Империје, послије распада Совјетског Савеза 1991, своју искључиву јурисдикцију проширује на све земље бившег СССР-а, осим на Грузију и Јерменију, али и неке друге земље, попут Јапана, Кине и Монголије. Међутим, поткрепљено одлуком Синода Руске православне цркве из 1943. да обнови „молитвено и евхаристијско општење између двије аутокефалне сестринске цркве, Руске и Грузинске” (признавање аутокефалности Грузинске цркве, једностано проглашене 1917.) позивајући се на 17. правило Халкидонског сабора са образложењем, да према „црквеним правилима (Васељ. IV, 17 и др.) црквене границе требају да прате државне”.
На основу појединих канонских одредби (9, 17. и 28. правило IV васељенског сабора и 34. правило Светих апостола), Цариградска патријаршија од 1920-их сматра да цјелокупна православна „дијаспора” треба буде под њеним окриљем („црквеној јурисдикцији”), а православне заједнице на територијама које су произашле из грађанско-политичке јурисдикције држава (односно постале суверене државе) имају право да се организују као дио аутономне цркве под њеном врховном јурисдикцијом. Дакле, на основу ових канона Цариградска патријаршија је фебруара 1996. извршила „Патријаршијске и синодалне акте о обнови Патријаршијског и синодског томоса из 1923. године који се односи на Православну естонску митрополију”, у којима се посебно истиче: „показујући пажљиво понашање и старање о свему што је потребно, у складу са канонским предањем од памтивијека, када је Свети Васељенски пријесто добио право да мијења и обезбјеђује устројство Цркава и суштину послова у складу потребама времена и благостањем цјелокупног домаћина, увијек тежећи складној и повољној слици и владавини мјесној и васељенској, поново проглашавамо обнову Патријаршијског и синодског томоса из 1923. године у односу на Православну естонску митрополију у свим детаљима”. Занимљиво је да је епиграф назначеним дјелима била изрека цариградског патријарха Фотија: „Уобичајено је мијењати границе Цркве када се мијењају политички субјекти и владе”. Портпарол Московске патријаршије је у августу 2008. рекао: „Политичке одлуке не одређују питања о црквеним јурисдикцијама и областима пастирске одговорности. Ова питања треба да се рјешавају на канонском терену у току дијалога двије Цркве”.
Почетком 2008. дошло је до сукоба јурисдикције између Московске и Цариградске патријаршије око територије Народне Републике Кине као резултат реорганизације Хонгкошке митрополије Цариградске патријаршије са укључивањем територије Кине, што је Свети синод Руске православне цркве на састанку 25. априла 2008. схватио као „задирање у права Кинеске аутономне православне цркве”, која сада дефакто не постоји, али је Московска патријаршија сматра да је подручје историјски у њеној канонској јурисдикцији. Обраћајући се 26. јула 2008. окупљеним представницима разних (канонских и неканонских) украјинских јурисдикција у Кијеву, у оквиру прославе повод 1020. годишњице „крштења Кијевске Русије”, васељенски патријарх Вартоломеј I примјетио је да је уступак Кијевске митрополије Московској патријаршији 1687. био посљедица „анексије” Украјине од стране Московског царства.

## Распрострањеност
Православље је други по бројности огранак хришћанства, одмах након католицизма. Процјењује се да има укупно око 300 милиона православних вјерника у цијелом свијету.
Православље је традиционално распрострањено на Балкану — међу Србима, Грцима, Црногорцима, Бугарима, Македонцима, Румунима и дијелу Албанаца. У источној Европи је распрострањено највише међу источнословенским народима (Русима, Украјинцима и Бјелорусима), а такође и међу Молдавцима, Гагаузима, Грузинима, Абхазима и Осетима. Поред Руса, православље је заступљено и код других народа који живе у Русији.
У савременом свијету, у земље с већинским православном становништвом могу се убројати:
- Грчка (98%);
- Молдавија (98%);
- Грузија (89%);
- Румунија (87%);
- Бјелорусија (85%);
- Србија (84%);
- Бугарска (83%);
- Русија (80%),
- Украјина (80%),
- Кипар (80%);
- Црна Гора (74%);
- Северна Македонија (65%);

Православље је у већем броју заступљено и у Босни и Херцеговини (36%) и Казахстану (24,23%). Осим тога, заступљено је још и у Албанији (25%) и Киргистану (3,53%), у Финској, Естонији (14%), Летонији (9%) и Литванији (4%). Православни вјерници такође чине већину становништва у фактички независним међународно непризнатим државама Абхазији, Јужној Осетији и Придњестровљу.
У оквиру Босне и Херцеговине православни вјерници чине већину становника Републике Српске и највећи дио становника Дистрикта Брчко, док у Казахстану православни вјерници чине већину у областима Кустанај и Северни Казахстан.
Мање групе православних вјерника живе у Пољској, Словачкој, Мађарској, Турској и Азербејџану.
Православнима се још називају и древноисточне цркве, које исповиједају догмате само прва три васељенска сабора. Вјерници ових цркава чине већину становништва у сљедећим државама:
- Јерменија (95%);
- Етиопија (52%);
- Еритреја (54%).

Верници древноисточних цркви такође чине већину становништва у фактички независној међународно непризнатој држави Нагорно-Карабах (Арцах).

## Учење

### Симбол вјере
Основна учења Православне цркве су изнијета у Никејско-цариградском симболу вјере који је усвојен на васељенским саборима у првим вијековима хришћанства. Они су били обавезујући за цијелу Цркву, све до Великог раскола (1054).
Вјерујем у једнога Бога Оца, Сведржитеља, Творца неба и земље и свега видљивог и невидљивог.
И у једнога Господа Исуса Христа, Сина Божијег, Јединородног, од Оца рођеног пре свих вијекова; Свјетлост од Свјетлости, Бога истинитог од Бога истинитог; рођеног, а не створеног, једносуштног Оцу, кроз Кога је све постало;
Који је ради нас људи и ради нашег спасења сишао с небеса, и оваплотио се од Духа Светога и Марије Дјеве, и постао човек;
И Који је распет за нас у вријеме Понтија Пилата, и страдао и био погребен;
И Који је васкрсао у трећи дан, по Писму;
И Који се вазнео на небеса и сједи са десне стране Оца;
И Који ће опет доћи са славом, да суди живима и мртвима, Његовом царству неће бити краја.
И у Духа Светога, Господа, Животворнога, Који од Оца исходи, Који се са Оцем и Сином заједно поштује и заједно слави, Који је говорио кроз пророке.
У једну, свету, саборну и апостолску Цркву.
Исповиједам једно Крштење за опроштење гријехова.
Чекам васкрсење мртвих.
И живот будућега вијека.
Амин.
Основа православног учења је Васкрсење Господа Исуса Христа. По речима преподобног Јустина Ћелијског  "Ако се Хришћанство може свести на догађај, онда је тај догађај - Васкрсење Христово. Својом необичном и неодољивом стварношћу факт васкрсења Христовог постаје темељ хришћанске проповеди. Оно је основни факт; не пође ли се од њега, не може се пронићи у сложену тајну Личности Христове. Васкрсењем се објашњава Оваплоћење. До васкрсења Господ Христос је учио о вечном животу; васкрсењем је доказао да је Он - вечни живот. Сва Његова наука - у васкрсењу добија опитну, експерименталну потврду и објашњење. Не прими ли човек ту најочигледнију потврду, очигледнија му се неће дати. "
Апостол Павле у својој Првој посланици Коринћанима, то јасно потврђује  "Сваки дан умирем, браћо, ... но каква ми је корист (од тога) - ако мртви не устају? (1Кор.15,31-32).
Васкрсење Христово најнеопходнија је нужност у новозаветном домостроју спасења. Алфа и омега васкрсења је васкрсла личност Богочовека Христа. Њоме је предестиниран сам факт и сам процес свеопштег васкрсења. Христов мучни подвиг спасења света крунисан је његовим Васкрсењем из мртвих. Зато његово Васкрсење безнадежно срце човеково испуњује живом надом, небивалом надом и радошћу (1 Петр. 1,3).

### Свете тајне
Свете тајне су хришћански обреди, и у православљу то су:
- крштење;
- миропомазање;
- покајање;
- причешће;
- брак;
- јелеосвећење и
- свештенство.

Света тајна, свака за себе, ставља печат на заједницу Бога и човјека. Свете тајне крштење, помазање и свештенство се не могу поновити, док се остале тајне понављају.

### Хришћански живот
Најзначајнији аспекти православног хришћанског живота јесу пост, молитва, исповест, литургија и причешће. И пост и молитва имају за циљ да човјеку помогну да лакше савлада све тешкоће које пред њега долазе и да заслужи Царство небеско.
Значајна одлика Цркве јесу свеци који су својим животом и дјелима допринијели много добробити Цркве. Они су још овдје на земљи својим усавршавањем у хришћанским врлинама постали блиски Богу и заслужили живот вјечни и Царство небеско. Многи од ових светитеља су још за живота чинили чуда, исцјељивали тешке болеснике и многе утјешили и на исправан пут извели. Неки су и послије смрти чинили чуда преко својих нетрулежних моштију. Чуда светаца су један од многих потврда истинитости православља.
Најважнија улога православних храмова је да служе као мјесто гдје жива Црква — вјерници, узносе Богу своје молитве, а најважнији дио црквеног живота јесте Света литургија тј. богослужење, које се служи недјељом и другим празницима у храмовима. Осим литургије, врше се јутарње и вечерње молитве, часови и бденија, која уједно имају поучни карактер — катихеза. Литургију служи свештеник са присутним вјерним народом, а уз помоћ пијевнице која није неопходна ако народ зна да одговара на литургији. Тако окупљени на заједничку молитву и благодарење Господу, свештенослужитељ и вјерни народ – осењени мистичним дејством Духа Светог – представљају истинску Цркву Христову.
Највећи значај у животу православних имају Божићна и Васкршња литургија, као и сви други празници везани за живот Исуса Христа. Посебно је значајно богослужење на Велику суботу на његовом Светом Гробу у Јерусалиму, током којег се чудесно појављује Благодатни огањ (грч. Ἄγιον Φῶς) који представља видљиву појаву Духа Светога и потврду васкрсења Исуса Христа. Благодатни огањ се „призива“ након што се претходно провјери да у храму не постоје било каква запаљива средства. Након призива Духа Светога јерусалимски патријарх прима огањ на своју свијећу и предаје га присутнима. Вјерници тврде да огањ при додиру не ствара опекотине, нити осјећај високе температуре.
Најзначајније дјело на којем се заснива литургија јесте Библија које чини Стари и Нови завјет, као и Свето предање. За православље је посебно значајан Нови завјет који представља живот и учење Господа Исуса Христа.
Православље се изражава кроз саборност, тј. кроз искуство сабирања Цркве, будући да је истинита заједница у Духу Светом. Заснива се на поштовању Господа Исуса Христа и његовог учења, Богородице и Светих Отаца. Свети оци за православље представљају самолитвенике и уопште помоћнике у човјековом општењу са Богом; а иконе у православљу представљају мјесто благодатног присуства, прозоре ка небесима. Поштовање светих икона заснива се не само на самој садржини него и на вјери у благодатно присуство те садржине.
Богослужење у православљу је веома обимно и сложено, а карактеришу га у првом реду три основне црте:
- У православном богослужењу с највишом хришћанском надахнутошћу сједињено је најдрагоцјеније насљеђе антике са духовним виђењем љепоте овога свијета.
- Православље одликује религијски реализам. Православно богослужење садржи успомену на све Црквене догађаје.
- Карактеристична црта православља јесте космизам. Православље је окренуто не само људској души него и читавој творевини.

Осим тога, православље прати мистичко искуство које претпоставља искорак из себе и духовни додир са божанским свијетом, нарочито у светој тајни причешћа, која је врхунац православне религиозности. Најзад, православље не познаје морал који би се могао издвојити и третирати као посебна филозофска област. Православље морал изводи из догматике, тако да је морал практична примена догмата, тј. начин спасавања човјекове душе.

## Свештенство
Свештеници, односно припадници клера, могу бити само мушкарци. Постоје двије врсте свештенства: бијело (храмовни свештеници) и црно свештенство (монаштво). Свештенство се дијели у три степена: ђаконски, презвитерски и епископски.
Епископ може да врши све свете тајне осим да поставља другог епископа, за то су потребна два или више епископа, а именује га сабор епископа. Свештеник може да врши скоро све свете тајне, осим што не може да рукополаже друге свештенике, улога ђакона је да помаже свештенику и епископу.
Целибат је обавезан само за монаштво, укључујући и епископат.

## Занимљивости
- У Далмацији је постојала древна народна ознака за православце. Звали су их старе руке, што долази од њиховог задржавања старог обреда (правоверног).[39] Католици су упражњавали "нови закон" (обред).
- На простору Кине, како је званично име овој многољудној нацији, 7% од укупног становништва, односно 130 милиона људи се изјашњава да припада хришћанској вероисповести. С'тога, не чуди податак, који каже да на тлу ове земље више људи одлази на недељну службу у цркву, него што то чине верници у целој Европи.
- Јерменија је била прва нација, која је 301. године колективно прогласила хришћанство као главну вероисповест. Корени јерменске цркве сежу још из И века. По Уставу државе Јерменије, сваком грађанину су гарантоване верске и друге слободе, но, са назнаком да се признаје посебан статус Јерменске апостолске цркве, као националне цркве.
- Бројне студије су показале да, редован одлазак у цркву, када осетимо за тим и молитву у тишини, утиче на смањење високог крвног притиска, као и на смањење укупне телесне тензије, која изазива стрес и друге поремећаје, којима је модеран човек изложен свакодневно. Такође, нека истраживања показују да вода, која прође процес освећења у цркви, постаје потпуно чиста, без бактерија.